# Das Magazin (Roman)
Das Magazin ist ein Werk von Hellmuth Karasek. Der satirische Roman, der 1998 im Rowohlt Verlag erschien, lässt sich als Schlüsselroman lesen, in dem der Autor seine Zeit beim Nachrichtenmagazin Der Spiegel verarbeitet. Hier war der Autor von 1974 bis 1996 angestellt, davon viele Jahre als Leiter des Kulturressorts.

## Inhalt
Der Name des Protagonisten Daniel Doppler geht auf ein Pseudonym zurück, mit dem Karasek seine Glossen im Spiegel unterzeichnet und das er bei der Veröffentlichung dreier Boulevardkomödien zwischen 1984 und 1990 benutzt hatte. Als erzählerischer Rahmen für den Roman dienen Dopplers Einstellung und Entlassung beim Magazin, einem (fiktiven) wöchentlichen Nachrichtenblatt, das in Hamburg erscheint. Die Figur dient jedoch nur als Erzählanlass, Dopplers Werdegang wird zwischendurch lediglich kurz angerissen und spielt keine eigentliche Rolle im Roman: Nach dem Studium in München und Wien geht er zunächst als Referendar an eine Internatsschule. Er hat einen Sohn und eine gescheiterte Ehe hinter sich und verbringt die meiste Zeit bei seiner Freundin Karoline, mit der er allerdings nicht zusammenziehen möchte. Am Ende des Romans hat sich Karoline wegen seiner Entschlussunfähigkeit von ihm getrennt und ist mit dem österreichischen TV-Mogul Horvat zusammen. Auch beruflich erfährt Doppler einen Einschnitt, er wird beim Magazin entlassen. Als er das Bürogebäude zum letzten Mal verlässt, wird er von einem Auto erfasst und in eine Klinik eingeliefert.
Im Vordergrund des Romans steht die Arbeitsweise des Magazins, die anekdotenhaft beschrieben wird. Zu den wichtigsten Figuren gehören die Chefredakteure Länge und Bernhard B. Schwab, wobei Länge gegen Ende des Romans von Lenk ersetzt wird, außerdem der im Tessin ansässige Verleger Albert Kahn (von seinen Redakteuren „Citizen Kahn“ genannt). Daneben treten auch einige Redakteure in Einzelkapiteln oder en passant hervor, etwa der Österreich-Korrespondent Prohaska, die Gesellschaftsreporterin Helene Gäbler, die Kulturredakteurin Sabine Adler (die dann Schwab heiratet und damit zur allürenhaften „Principessa“ aufsteigt) oder der Wissenschaftsredakteur Kieper, der mit Panikmache das Thema Aids bespielt und für hohe Auflagen sorgt.
Die Vorlagen für einige der Hauptpersonen lassen sich ohne Weiteres erkennen. Die Figur Kahn spielt sicher auf Rudolf Augstein an, und die Figuren Länge und Schwab sind sicher überspitzte Porträts der langjährigen Spiegel-Chefredakteure Johannes K. Engel bzw. Erich Böhme. Als Vorlage für Dopplers Kollegin Helene Gäbler lässt sich Marie-Luise Scherer erkennen.
Es finden sich in den einzelnen Kapiteln auch zahlreiche Anspielungen auf Personen der Zeitgeschichte. Zum Beispiel ist von einem Interview die Rede, das Doppler – zwischenzeitlich „vorwiegend zu Interviews abkommandiert“, die er im Team mit Roland Mayer, „der jetzt bei der ‚SZ‘ ist, Seite drei“ – mit dem „Dichterfürsten“ Friedrich Freund geführt hat, dem „Fast-Nobelpreisträger“, der unschwer als Günter Grass zu erkennen ist. Das Gespräch mit dem „Großschriftsteller“ wird anekdotisch beschrieben (in Kapitel 11): Da das Aufnahmegerät versagt, müssen die beiden Interviewer das Gesprächsmaterial nachher durch ein Rollenspiel rekonstruieren.
In den Kapiteln 20 bis 25 werden (ohne dass diese explizit benannt würden oder die Namen Barschel oder Engholm fielen, der mit Pfeiffer identifizierbare Medienreferent heißt im Buch Geiger) die Barschel-Affäre, die Ereignisse vor der Landtagswahl 1987 in Schleswig-Holstein und die Rolle des Magazins bei der Aufdeckung der Affäre beschrieben.

## Das MagazinundDer Spiegel
Es wird erwähnt, dass es neben dem fiktiven Magazin in Hamburg noch die Konkurrenten Stern und Spiegel gebe. Trotzdem ist das Magazin vor allem eine Parodie auf den Spiegel. Im Roman finden sich naturgemäß viele Anspielungen auf die Arbeitsweise des Spiegels. Auch das Magazin erscheint beispielsweise „am Montag bundesweit an jedem Kiosk“. Ein Kommentar zum Detailreichtum vor allem der politischen Spiegel-Storys lässt sich aus einer Bemerkung von Chefredakteur Länge herauslesen:
„Wir geben den Sachen einen human touch, indem wir hinter die Kulissen blicken. Und wie machen wir das? Wir machen das, indem wir uns aus dem Archiv die aktuellen Daten kommen lassen. Was wiegt der italienische Außenminister zur Zeit? Was ißt er am liebsten? Was trinkt er? Hat er Probleme mit seiner Partei? Was wiegt unser Kanzler? Wieder mehr oder wieder weniger? Und dann rufe ich unsere Bonner an und sage ihnen, ruft doch mal das Protokoll an! Und fragt die Kameraden, was die gestern abend gespachtelt haben, der Kanzler und der Außenminister.“
Zum Story-Gebot des Spiegels erklärt Kulturressortleiter Schöbel:
„Das Wichtige an einer ‚Magazin‘-Story ist […] ihre Dramaturgie. Das Leben verläuft meist langweilig, linear, eintönig. Wir bringen Dramatik hinein, Wendungen, Abläufe, Kurven.“
Auch dem Freitagabend in der Redaktion, an dem die aktuelle Ausgabe für den Druck fertiggestellt wird, wird ein Kapitel gewidmet (Kapitel 14). Außerdem gibt es Passagen zu den Montagskonferenzen (in Kapitel 23) und den Titelbildkonferenzen (Kapitel 26).

## Kritik
Der Roman wurde von der Kritik überwiegend negativ aufgenommen. Es gab einige vernichtende Urteile, etwa in der Süddeutschen Zeitung und im Focus.
Die zeitgenössische Rezeption spiegelt sich ebenfalls in Rainald Goetz’ Internettagebuch „Abfall für alle“, das dieser vom Februar 1998 bis Januar 1999 führte. Goetz interessiert dabei vor allem Karaseks Reaktion auf die Kritik, etwa die Mitteilung, dass Marcel Reich-Ranicki seinem Buch positiv gegenüberstehe:
„Er deutete an, Reich-Ranicki habe ihn ermutigt, fände das Buch wohl auch gut, damit wolle er aber keineswegs hausieren gehen. Das wiederholte er mehrfach, daß er das von Reich-Ranicki ihm privat Mitgeteilte hier keineswegs öffentlich machen dürfe. Das wäre ganz falsch usw. In dem Moment aber war eben das natürlich schon passiert.“